# O Ilustre Gaudissart
L'Illustre Gaudissart é um texto curto de Honoré de Balzac ("não é propriamente uma história, é apenas um retrato"), surgido primeiramente em 1833 em sua versão original, depois encurtado e integrado em 1843 ao tomo VI de A Comédia Humana, no subgrupo dos Parisienses na vida privada, associado à Musa do departamento.

## Comentário
Essa narrativa em forma de panfleto satírico caricatura um caixeiro-viajante que supostamente representa o homem da Monarquia de Julho. Félix Gaudissart é hiperativo, seduz, é eficaz, como a sociedade moderna a qual Balzac frequentemente ironiza, cujo materialismo frenético ele deplora, e que produz por produzir, sem conhecer o propósito de sua agitação. Gaudissart sabe tudo, já visitou todos os lugares, conhece tudo, mas não compreende tudo. Só tem talento para o comércio e a venda, como se vê em sua brilhante estreia, quando ele salva César Birotteau do desastre.
Balzac alcança aqui na escrita aquilo que Honoré Daumier obtinha com o desenho: uma caricatura de um personagem capaz de vender não importa o que, mas que se encontra confrontado com alguém mais esperto que ele e que, à força de vender o vento, acabará por comprá-lo ele mesmo. Um velho vinhateiro da Touraine consegue vender-lhe vinho que ele não produz há muito tempo.

## Trecho da obra
O caixeiro-viajante, personagem desconhecida na Antiguidade, não será uma das figuras mais interessantes criadas pelos costumes da época atual? [...] O caixeiro-viajante não é para as ideias o que as nossas diligências são para as coisas e os homens? Ele as veicula, movimenta-as, fá-las chocarem-se umas com as outras; capta, no centro luminoso, sua carga de raios e semeia-os através das populações adormecidas. Esse piróforo humano é um sábio ignorante, um mistificador mistificado, um sacerdote incrédulo que por isso mesmo melhor discorre sobre os seus mistérios e os seus dogmas."